# Алиев, Тельман Аббас оглы
Алиев Тельман Аббас оглы (азерб. Telman Əliyev; род. 2 мая 1935, Геранбойский район) — академик, доктор технических наук, профессор, Советник НАНА. Заслуженный деятель науки Азербайджана (2009).

## Биография
Тельман Алиев родился 2 мая 1935 года в Геранбойском районе Азербайджана в семье служащего.
1953 году поступил в Азербайджанский Индустриальный институт им. М. Азизбекова, который окончил в 1958 году. По окончании института был направлен в Вычислительный Центр (ныне Институт кибернетики), где до 1962 г. работал на должностях техника, инженера, старшего инженера. В 1962 году поступил в аспирантуру. Научным руководителем был проф. Московского Государственного Технического Университета им. Баумана (МГТУ) Владимир Викторович Солодовников.
В 1966 году защитил кандидатскую диссертацию на тему «Корреляционный анализ типовых процессов нефтепереработки», а в 1977 году защитил докторскую диссертацию на тему «Корреляционный анализ и кодирование многомерных случайных процессов в реальном масштабе времени».
В 1983 году избран член-корреспондентом, а в 2001 — действительным членом НАНА.
В 1985 году Тельману Алиеву присвоено ученое звание профессора кафедры «Информационные технологии и системы» Азербайджанского университета архитектуры и строительства.
В 1982 году Т. Алиев был назначен заместителем директора по научной работе Института кибернетики.
С 1984 по май 1988 гг. работал заведующим кафедрой Азербайджанского Инженерно-строительного института.
С 1988 года по 2020 гг. работал директором Института Систем Управления.
Женат, имеет двоих детей.

## Список научных достижений
Разработаны теория и технологии анализа помехи зашумленных случайных сигналов. Предложены алгоритмы и технологии анализа помехи как носителя полезной информации. Показана возможность их использования в системах контроля, а также для коррекции погрешностей традиционных методов анализа сигналов. Предложена технология формирования эквивалентных случайных сигналов, у которых оценки корреляционных, спектральных и др. характеристик полезного сигнала и помехи совпадают с соответствующими оценками исходного случайного сигнала, что открывает возможность значительно увеличить объем извлекаемой информации из зашумленных сигналов и обеспечить значительное повышение адекватности решения многих важнейших задач. Установлено, что в начале скрытого периода катастрофических аварий технических объектов меняются только оценки помехи сигналов, а показания измерительных приборов систем контроля не меняются, и при этом только помеха становится носителем диагностической информации. Разработаны интеллектуальные системы Noise контроля начала, динамики развития и прогнозирования аварий на морских платформах, на объектах нефтегазодобычи, на установках бурения, на объектах энергетики, на насосных станциях, отопительных системах, на подвижном составе поездов, а также на железнодорожном полотне, на мостах и туннелях и т.д. Также, на базе сетей из 10-ти сейсмоакустических станций Noise мониторинга начала подготовки землетрясения создана интеллектуальная сейсмоакустическая система оповещения начала изменения сейсмической ситуации с определением зоны очага ожидаемого землетрясения.
1. Разработаны теория и технологии анализа помехи зашумленных случайных сигналов. Предложены алгоритмы и технологии анализа помехи как носителя полезной информации. Показана возможность их использования для контроля начала скрытого периода неисправностей, а также для коррекции погрешностей традиционных методов анализа случайных сигналов.
2. Показано, что на практике при применении традиционных технологий корреляционного и спектрального анализов адекватность результатов решения задач контроля, диагностики, идентификации и т.д. не обеспечивается из-за невыполнения условия отсутствия корреляции между полезным сигналом и помехой. Предложена технология анализа помехи, как носителя полезной информации, позволяющая определить оценку взаимно-корреляционной функции между полезным сигналом и помехой, а также дисперсии помехи, которая не только обеспечивает адекватность решения указанных задач, но и значительно расширяет область практического применения этих технологий.
3. Предложена технология формирования эквивалентных случайных сигналов, у которых оценки корреляционных, спектральных и др. характеристик полезного сигнала и помехи совпадают с соответствующими оценками исходного случайного сигнала. Показано, что они дают возможность раздельному корреляционному и спектральному анализу полезного сигнала и помехи, а также определить корреляционные связи между ними, что открывает возможность значительно увеличить объем извлекаемой информации из зашумленных сигналов и обеспечить значительное повышение адекватности решения многих важнейших задач.
4. Установлено, что в начале скрытого периода аварий технических объектов меняются только оценки помехи сигналов, а информативные признаки и показания измерительных приборов систем контроля и управления не меняются. Поэтому реакция системы в некоторых случаях оказывается запоздалой, что приводит к катастрофическим авариям. Показана возможность использования оценки характеристик помехи как информативных признаков о начале аварий, благодаря чему значительно повышается степень безопасности эксплуатации технических объектов.
5. Предложены технологии формирования корреляционных матриц зашумленных сигналов, которые эквивалентны матрицам ее полезного сигнала, позволяющие обеспечить адекватность результатов решения задач идентификации, распознавания, диагностики и т.д. при невыполнении таких классических условий, как нормальность закона распределения и отсутствие корреляции между помехой и полезным сигналом.
6. Для обеспечения адекватности результатов идентификации начала изменения технического состояния объектов с циклическим режимом работы предложена технология позиционно-избирательного анализа зашумленных циклических сигналов.
7. Предложена теория и технология робастного корреляционного и спектрального анализа зашумленных сигналов, позволяющая исключить влияние изменения характеристик помехи на результат обработки при невыполнении таких классических условий, как нормальность закона распределения и отсутствие корреляции между помехой и полезным сигналом.
8. Разработаны технологии формирования множеств информативных признаков, состоящих из оценок Noise характеристик зашумленных сигналов и на их основе предложены интеллектуальные системы Noise контроля начала, динамики развития и прогнозирования аварий на морских платформах, на установках бурения, на объектах энергетики, транспорта, строительства, в медицине и т.д.
9. Разработаны аппаратурные технологии определения шага дискретизации в процессе кодирования и анализа непрерывных зашумленных случайных сигналов.
10. Показана возможность уменьшения погрешностей традиционных методов корреляционного и спектрального анализа зашумленных сигналов с применением Noise технологий.
11. Созданы интеллектуальные системы Noise контроля и ранней диагностики вибрационного состояния компрессорных станций.
12. На базе сетей сейсмоакустических станций Noise мониторинга начала подготовки землетрясения создана интеллектуальная сейсмоакустическая система оповещения начала изменения сейсмической ситуации с определением зоны очага ожидаемого землетрясения.
13. Путем Noise анализа ваттметрограмм генераторов показана возможность формирования комбинаций информативных признаков, состоящих из оценок корреляционных, спектральных характеристик помехи, полезного сигнала и взаимной корреляционной функции между ними, позволяющие построение интеллектуальных систем контроля начала неисправностей и прогнозирования аварий на артезианских скважинах, насосных станциях, отопительных системах, систем кондиционирования воздуха и т.д.
14. Созданы интеллектуальные системы Noise диагностики и управления нефтяных скважин, эксплуатируемых штанговыми глубинно-насосными установками.
15. Впервые в 1984 году были созданы технология и технические средства сжатия, разсжатия с восстановлением ЭКГ и организации ее передачи по телеграфному каналу на любые расстояния.
16. Предложена Noise технология формирования множества информативных признаков, состоящих из Noise характеристик вибрационных сигналов и на их основе разработаны интеллектуальные системы Noise мониторинга начала зарождения неисправностей на ходовых узлах, на тормозной системе и на системе смазки подвижного состава поездов, а также на железнодорожном полотне, на мостах и туннелях.
17. Для повышения степени безопасности эксплуатации энергетических объектов в качестве примера предложена схема привязки подсистемы Noise контроля начала скрытого периода аварий к системе оперативной диагностики оборудования типовых функционирующих атомных электростанций.
18. Предложены технологии и системы синхронной дискретизации, мини-кодирования, сжатия и передачи многомерных зашумленных сигналов.
19. Предложена технология применения смартфонов и ноутбуков для повседневного контроля состояния сердца путем Noise анализа помехи его шума.
20. Предложена адаптивная позиционно-избирательная технология дискретизации непрерывных зашумленных сигналов, позволяющая определить шаг дискретизации, исходя из высокочастотного спектра помехи, позволяющая исключить трудности, характерные традиционным методам.
21. Создана теория и технологии анализа помехи как носителя полезной информации.
22. Создана теория и позиционно-бинарная технология анализа циклических зашумленных сигналов и помех.
23. Предложены принципы построения многоканальных аналого-цифровых преобразователей с синхронной мини-кодовой-дельта модуляцией и сжатием многомерных непрерывных сигналов.
24. Предложена технология и система получения и анализа сейсмоакустического шума, опережающего регистрацию землетрясений стандартными сейсмостанциями на 15-30 часов.
25. Предложен принцип построения распределенной интеллектуальной системы помехомониторинга технического состояния высотных зданий и стратегических объектов городов сейсмоактивных регионов.
26. Предложена избыточно-частотная технология анализа и идентификации многомерных быстропротекающих зашумленных случайных процессов и индикации микроизменений в технических состояниях объектов контроля.
27. Путем экспериментального исследования результатов робастного Noise мониторинга сейсмоакустического шума, полученного на десяти станциях, построенных в Азербайджане, а также на станции у подножья Копетдаг в Туркменистане, установлено, что с расширением территории расположения станций, появляется возможность повысить точность определения местонахождения очага землетрясения и величины его магнитуды на несколько часов раньше существующих наземных сейсмостанций.
28. Предложенные технологии Noise анализа:
- Технология анализа помехи, как носителя полезной информации, позволяющая определить оценку взаимно-корреляционной функции между полезным сигналом и помехой, и дисперсию помехи, которые не только обеспечивают адекватность решения, а также значительно расширяют область практического применения этих технологий.
- Технология формирования эквивалентных случайных сигналов, у которых оценки корреляционных, спектральных и др. характеристик полезного сигнала и помехи совпадают с соответствующими оценками исходного случайного сигнала, что открывает возможность значительно увеличить объем извлекаемой информации из зашумленных сигналов и обеспечить значительное повышение адекватности решения многих важнейших задач.
- Технология использования оценки характеристик помехи, как информативных признаков о начале аварий, что приводит к значительному повышению степени безопасности эксплуатации технических объектов.
- Технология формирования корреляционных матриц, эквивалентных матрицам ее полезного сигнала, позволяющая обеспечить адекватность результатов решения задач идентификации.
- Технология робастного корреляционного и спектрального анализа зашумленных сигналов, позволяющая исключения влияния изменения характеристик помехи на результат обработки
- Технология формирования множества информативных признаков, состоящих из оценок Noise характеристик зашумленных сигналов, позволяющих построить интеллектуальные системы Noise контроля начала, динамики развития и прогнозирования аварий на морских платформах, на установках бурения, на объектах энергетики, транспорта, строительства, в медицине и т.д.
- Сети интеллектуальных сейсмоакустических станций Noise мониторинга начала подготовки землетрясения и оповещения начала изменения сейсмической ситуации с определением зоны очага, ожидаемого землетрясения.
- Интеллектуальные системы Noise диагностики и управления нефтяных скважин, эксплуатируемых штанговыми глубинно-насосными установками.
- Технология применения смартфонов и ноутбуков для повседневного контроля состояния сердца путем Noise анализа помехи его шума.

## Основные Результаты
1. Показано, что на практике при применении традиционных технологий корреляционного и спектрального анализов адекватность результатов решения задач контроля, диагностики, идентификации и т.д. не обеспечивается из-за невыполнения условия отсутствия корреляции между полезным сигналом и помехой. Предложена теория и технология анализа помехи, как носителя полезной информации, позволяющая определить оценку взаимно-корреляционной функции между полезным сигналом и помехой, а также дисперсии помехи, которые не только обеспечивают адекватность решения указанных задач, но и значительно расширяют область практического применения этих технологий.
2. Предложена технология формирования эквивалентных случайных сигналов, у которых оценки корреляционных, спектральных и др. характеристик полезного сигнала и помехи совпадают с соответствующими оценками исходного случайного сигнала. Показано, что они дают возможность раздельному корреляционному и спектральному анализу полезного сигнала и помехи, а также определить корреляционные связи между ними, что открывает возможность значительно увеличить объем извлекаемой информации из зашумленных сигналов и обеспечить значительное повышение адекватности решения многих важнейших задач.
3. Установлено, что в начале скрытого периода аварий технических объектов меняются только оценки помехи сигналов, а информативные признаки и показания измерительных приборов систем контроля и управления не меняются. Поэтому реакция системы в некоторых случаях оказывается запоздалой, что приводит к катастрофическим авариям. Показана возможность использования оценки характеристик помехи как информативных признаков о начале аварий, благодаря чему значительно повышается степень безопасности эксплуатации технических объектов.
4. Предложены технологии формирования корреляционных матриц зашумленных сигналов, которые эквивалентны матрицам ее полезного сигнала, позволяющие обеспечить адекватность результатов решения задач идентификации, распознавания, диагностики и т.д. при невыполнении таких классических условий, как нормальность закона распределения и отсутствие корреляции между помехой и полезным сигналом.
5. Для обеспечения адекватности результатов идентификации начала изменения технического состояния объектов с циклическим режимом работы предложена технология позиционно-избирательного анализа зашумленных циклических сигналов.
6. Предложена теория и технология робастного корреляционного и спектрального анализа зашумленных сигналов, позволяющая исключить влияние изменения характеристик помехи на результат обработки при невыполнении таких классических условий, как нормальность закона распределения и отсутствие корреляции между помехой и полезным сигналом.
7. Разработаны технологии формирования множеств информативных признаков, состоящих из оценок Noise характеристик зашумленных сигналов и на их основе предложены интеллектуальные системы Noise контроля начала, динамики развития и прогнозирования аварий на морских платформах, на установках бурения, на объектах энергетики, транспорта, строительства, в медицине и т.д.
8. Разработаны аппаратурные технологии определения шага дискретизации в процессе кодирования и анализа непрерывных зашумленных случайных сигналов.
9. Показана возможность уменьшения погрешностей традиционных методов корреляционного и спектрального анализа зашумленных сигналов с применением Noise технологий.
10. Созданы интеллектуальные системы Noise контроля и ранней диагностики вибрационного состояния компрессорных станций.
11. На базе сетей сейсмоакустических станций Noise мониторинга начала подготовки землетрясения создана интеллектуальная сейсмоакустическая система оповещения начала изменения сейсмической ситуации с определением зоны очага ожидаемого землетрясения.
12. Путем Noise анализа ваттметрограмм генераторов показана возможность формирования комбинаций информативных признаков, состоящих из оценок корреляционных, спектральных характеристик помехи, полезного сигнала и взаимной корреляционной функции между ними, позволяющие построение интеллектуальных систем контроля начала неисправностей и прогнозирования аварий на артезианских скважинах, насосных станциях, отопительных системах, систем кондиционирования воздуха и т.д.
13. Созданы интеллектуальные системы Noise диагностики и управления нефтяных скважин, эксплуатируемых штанговыми глубинно-насосными установками.
14. Впервые в 1984 году были созданы технология и технические средства сжатия, разсжатия с восстановлением ЭКГ и организации ее передачи по телеграфному каналу на любые расстояния.
15. Предложена Noise технология формирования множества информативных признаков, состоящих из Noise характеристик вибрационных сигналов и на их основе разработаны интеллектуальные системы Noise мониторинга начала зарождения неисправностей на ходовых узлах, на тормозной системе и на системе смазки подвижного состава поездов, а также на железнодорожном полотне, на мостах и туннелях.
16. Для повышения степени безопасности эксплуатации энергетических объектов в качестве примера предложена схема привязки подсистемы Noise контроля начала скрытого периода аварий к системе оперативной диагностики оборудования типовых функционирующих атомных электростанций.
17. Предложены технологии и системы синхронной дискретизации, мини-кодирования, сжатия и передачи многомерных зашумленных сигналов.
18. Предложена технология применения смартфонов и ноутбуков для повседневного контроля состояния сердца путем Noise анализа помехи его шума.
19. Предложена адаптивная позиционно-избирательная технология дискретизации непрерывных зашумленных сигналов, позволяющая определить шаг дискретизации, исходя из высокочастотного спектра помехи, позволяющая исключить трудности, характерные традиционным методам.
20. Создана теория и технологии анализа помехи как носителя полезной информации.
21. Создана теория и позиционно-бинарная технология анализа циклических зашумленных сигналов и помех.
22. Предложены принципы построения многоканальных аналого-цифровых преобразователей с синхронной мини-кодовой-дельта модуляцией и сжатием многомерных непрерывных сигналов.
23. Предложена технология и система получения и анализа сейсмоакустического шума, опережающего регистрацию землетрясений стандартными сейсмостанциями на 15-30 часов.
24. Предложен принцип построения распределенной интеллектуальной системы помехомониторинга технического состояния высотных зданий и стратегических объектов городов сейсмоактивных регионов.
25. Предложена избыточно-частотная технология анализа и идентификации многомерных быстропротекающих зашумленных случайных процессов и индикации микроизменений в технических состояниях объектов контроля.
26. Путем экспериментального исследования результатов робастного Noise мониторинга сейсмоакустического шума, полученного на десяти станциях, построенных в Азербайджане, а также на станции у подножья Копетдаг в Туркменистане, установлено, что с расширением территории расположения станций, появляется возможность повысить точность определения местонахождения очага землетрясения и величины его магнитуды на несколько часов раньше существующих наземных сейсмостанций.
27. Предложенные технологии Noise анализа:
- Технология анализа помехи, как носителя полезной информации, позволяющая определить оценку взаимно-корреляционной функции между полезным сигналом и помехой, и дисперсию помехи, которые не только обеспечивают адекватность решения, а также значительно расширяют область практического применения этих технологий.
- Технология формирования эквивалентных случайных сигналов, у которых оценки корреляционных, спектральных и др. характеристик полезного сигнала и помехи совпадают с соответствующими оценками исходного случайного сигнала, что открывает возможность значительно увеличить объем извлекаемой информации из зашумленных сигналов и обеспечить значительное повышение адекватности решения многих важнейших задач.
- Технология использования оценки характеристик помехи, как информативных признаков о начале аварий, что приводит к значительному повышению степени безопасности эксплуатации технических объектов.
- Технология формирования корреляционных матриц, эквивалентных матрицам ее полезного сигнала, позволяющая обеспечить адекватность результатов решения задач идентификации.
- Технология робастного корреляционного и спектрального анализа зашумленных сигналов, позволяющая исключения влияния изменения характеристик помехи на результат обработки
- Технология формирования множества информативных признаков, состоящих из оценок Noise характеристик зашумленных сигналов, позволяющих построить интеллектуальные системы Noise контроля начала, динамики развития и прогнозирования аварий на морских платформах, на установках бурения, на объектах энергетики, транспорта, строительства, в медицине и т.д.
- Сети интеллектуальных сейсмоакустических станций Noise мониторинга начала подготовки землетрясения и оповещения начала изменения сейсмической ситуации с определением зоны очага, ожидаемого землетрясения.
- Интеллектуальные системы Noise диагностики и управления нефтяных скважин, эксплуатируемых штанговыми глубинно-насосными установками.
- Технология применения смартфонов и ноутбуков для повседневного контроля состояния сердца путем Noise анализа помехи его шума.

## Количество научных публикаций
- Общее количество научных публикаций: 581
- Количество научных публикаций за рубежом: 379
- Количество патентов: 109

## Список статей
- T.A.Aliev, A.M. Abbasov, G.A. Guluyev, F.H. Pashayev, U.E. Sattarova. "System of robust noise monitoring of anomalous seismic processes". "Soil Dynamics and Earthquake Engineering", Vol. 53, October 2013, pp. 11–15.[2]
- Noise control of the beginning of accidents in automatic control systems. İFAC-Papers Online, 2018, vol. 51, №30 , pp. 1–8, Elsevier (SJR 0,26) T. Aliyev, O.Nusratov N.Musaeva, G.Guluyev, F.Pashayev, As.Rzayev, U.E.Sattarova, T.A.Alizada, N.E.Rzayeva.[3]
- Algorithms for forming correlaion matrices equivalent to matrices of useful signals of multidimensional stochastic objects. Applied and Computational mathematics. 2018, vol.17. №2, pp. 205–215 (WoS - 2,365) T. Aliyev, N.F.Musaeva, U.E.Sattarova, N.E.Rzayeva.[4]
- Robust technology and system for management of sucker rod pumping units in oil wells. Mechanical Systems and Signal Processing, 2018, Vol. 99 (15), pp. 47–56 (WoS - 4,116). T. Aliyev, A.H.Rzayev, G.A.Guluyev, T.A.Alizada, N.E.Rzayeva.[5]
- T.A. Aliev, G.A. Guluyev, F.H. Pashayev, A.B. Sadygov. Noise monitoring technology for objects in transition to the emergency state. Mechanical Systems and Signal Processing, page 755-762, 2012.[6]
- Алиев Т. А., Теоретические основы анализа помехи и помехопрогноза аварий. Кибернетика и системный анализ, Киев, № 4, 2008, с.[7]
- Алиев Т. А., A.A.Alizade, G.D.Etirmishli, G.A.Guluev, F.G.Pashaev, A.G.Rzaev. İntelligent Seismoacoustic System for Monitoring the Beginning of Anomalous Seismic Process. Seismic instruments, Allerton press, inc., Shpringer, vol.47, №1, 2011, p. 15-23 [8]
- Алиев Т. А., N.F.Musayeva, Ü.E.Sattarova. The Technology of Forming the Normalized Correlation Matrices of the Matrix Equations of Multidimen sional Stochastic Objects. Journal of Automation and Information Sciences, №1, vol.45, 2013, p. 1-15 [9]
- Telman Aliev, Digital Noise Monitoring of Defect Origin, Springer-Verlag, London (2007), 235 p.[10]
- Telman Aliev, Robust Technology with Analysis of Interference in Signal Processing, Kluwer Academic/Plenum Publishers, New York (2003), 199 p.[11]
- Telman Aliev, Elchin Aliev. Interference Technology of Early Control of Defect Origin in Technical Objects. Proceeding of the 2007 Industrial Engineering Research Conference. Industrial Engineering's Critical Role in a Flat World IIE Annual Conference & Expo 2007. May 19-23 / Nashville, Tenn (USA) [12]
- T.A. Aliev, A.M. Abbasov, E.R. Aliev and G.A. Guliev. Digital technology and systems for generating and analyzing information from deep strata of the Earth for the purpose of interference monitoring of the technical state of major structures. Automatic Control and Computer Sciences, Allerton Press, New York (2007), Volume 41, Number 2, pp. 59–67 [13]
- Aliev T, Abbasov A, Alizada T, Method for monitoring the beginning of anomalous seismic processes. World Intellectual Property Organization. International patent application # PCT/AZ2005/000006 from December 19, 2005. International publication # WO2006/130933A1 from December 14, 2006
- Т.А. Алиев, Ю.А.Махудов, ЕТ.И.Аббасов. Возможности применения вычислительных устройств для внутризаводского учета нефти и нефтепродуктов на нефтеперерабатывающих заводах. Труды Вычислительного центра АН Азерб., Баку,  1962.
- Алиев Т.А., Мусаева Н. Ф. Алгоритм уменьшения погрешностей оценки корреляционной функции сигнала с шумом. РАН CO «Автометрия», №4, 1995, с.105-112
- Алиев Т.А., Мусаева Н. Ф. Алгоритмы улучшения адекватности статистической идентификации. Известия РАН "Теория и системы управления", №3, 1997, с. 37-42
- Алиев Т.А., Мусаева Н.Ф. Алгоритмы определения дисперсии и погрешностей, вызываемых помехами случайных сигналов. РАН CO «Автометрия», №3, 1997
- Алиев Т.А., Нусратов О.К. Позиционно-широтно-импульсный анализ циклических и случайных сигналов. РАН CO "Автометрия" №2, 1998, СС.87-94
- Алиев Т.А., Мусаева Н. Ф. Алгоритмы обеспечения адекватности уравнения регрессии. РАН CO «Автометрия", №2, 1998, с. 95-98
- Алиев Т.А., Нусратов О.К. Позиционно-широтно-импульсный метод диагностики циклических процессов. Известия РАН, «Теория и системы управления» №1, 1998, СС.133-138
- Алиев Т.А., Мусаева Н. Ф. Алгоритм исключения микропогрешностей помехи при решении задач статистической динамики. РАН "Автоматика и телемеханика", №5, 1998, с.82-94 [14]
- Алиев Т.А., Амиров З.А. Алгоритм выбора параметров регуляризации при статистической идентификации. РАН "Автоматика и телемеханика" №6, 1998,с.130-139 [15]
- Алиев Т. А., Х.С.Таирова. Робастные алгоритмы спектрального анализа измерительной информации. СО РАН Автометрия, №5,  Новосибирск, 2001, с. 44-50 [16]

## Монографии
- Noise control of the Beginning and Development Dynamics of Accidents Published by in Springer, 2019. T. Aliyev
- Noise мониторинг аварий (org: Noise monitoring of accidents)
- Noise мониторинг аварии
- Распределенные системы noise-мониторинга нарушения сейсмостойкости (org: Distributed Noise-Monitoring Systems for Seismic Stability Faults)
- Распределенные системы noise-мониторинга нарушения сейсмостойкости
- Noise контроль сердца мобильным телефоном
- Noise контроль сердца мобильным телефоном (org: Noise Control of Heart by Means of a Mobile Phone)
- Помехотехнологии минимализации ущерба от землетрясений
- Помехотехнологии минимализации ущерба от землетрясений (org: Noise Technologies for Minimization of Damage Caused by Earthquakes)
- 50 лет посвященных информатике и кибернетике (1958—2008)
- Цифровой помехомониторинг зарождения дефекта (org: Digital Noise Monitoring of Defect Origin)
- Цифровые помехотехнологии
- Теория и технология анализа помехи и помехопрогноза аварий
- Цифровые помехотехнологии
- Робастная технология с анализом помехи (org: Robust Technology with Analysis of Interference in Signal Processing)
- Робастная статистика с анализом помехи
- Робастная технология статистического анализа
- Робастный компьютерный анализ
- Робастный компьютерный анализ экспериментов (org: Robust computer analysis of experiments)
- Робастный компьютерный анализ (org: Robust computer analysis)
- Основы экспериментального анализа
- Методы и средства вычислительного эксперимента
- Экспериментальный анализ
- Статистический анализ и кодирование многомерных случайных процессов в реальном масштабе времени

## Членство в международных научных учреждениях
- С 1994 г. по 1995 г. в составе экспертов по информатике в ЮНЕСКО

## Награды
- Медаль имени М. В. Келдыша в области прикладной математики и механики (1991)
- Орден «Слава» (14 февраля 2004 года) — за заслуги в развитии азербайджанской науки[17]
- Заслуженный деятель науки Азербайджана (14 декабря 2009 года) — за эффективную деятельность в сфере связи и информационных технологий в Азербайджанской Республике[18]
- Почётная грамота UNEC (2019) — за доклад на тему «История, состояние и перспективы развития информатики и управления в Азербайджане» в «Месячнике науки»[19]

## Педагогическая деятельность
- Заведует кафедрой «Информационные технологии и системы» в Азербайджанском университете архитектуры и строительства

## Подготовка кадров
Под руководством Т. Алиева защитились 37 кандидата и 11 доктора наук.